# Philae (atterrisseur)
Pour les articles homonymes, voir Philæ (homonymie).
Pour un article plus général, voir Rosetta (sonde spatiale).
Philae est un atterrisseur de l'Agence spatiale européenne transporté à quelque 510 millions de kilomètres de la Terre par la sonde spatiale Rosetta jusqu'à ce qu'il se pose sur la comète 67P/Tchourioumov-Guérassimenko le 12 novembre 2014, plus de dix ans après avoir quitté la Terre.
Il s'agit du premier atterrissage contrôlé sur un noyau cométaire. Ses instruments envoient les premières images jamais obtenues depuis la surface d'une comète et devraient permettre de faire la première analyse in situ de la composition du noyau de la comète.
En raison de la défaillance du propulseur qui devait plaquer Philae au sol qui ne s'est pas déclenché, et de celle des deux harpons qui devaient l'ancrer au sol qui ne se sont pas déployés, le robot a rebondi deux fois avant de se stabiliser à environ un kilomètre du site initialement prévu, en position quasi verticale. Pour cette raison, les deux instruments de mesure destinés à l'analyse du sol ne sont pas immédiatement mis en service, les scientifiques ayant dans un premier temps préféré éviter de provoquer un rebond ou une rotation du module. En effet, l'attraction gravitationnelle de la comète étant très inférieure à celle de la Terre, les cent kilos terrestres de Philae donnent sur la comète un poids équivalent à un objet d'une masse d'un gramme sur Terre.
Le 14 novembre 2014 à 23 h 19, malgré des inquiétudes quant à son autonomie initiale de 60 heures, le contact est rétabli avec Philae. Les données reçues indiquent qu'il a conduit avec succès le tout premier forage dans un noyau cométaire. Afin d'optimiser son ensoleillement, le robot est soulevé de 4 cm et une rotation de 35° sur lui-même est opérée. Cependant, cette manœuvre ne suffit pas à recharger les batteries dans l'immédiat et Philae reste en hibernation dans l'attente de meilleures conditions. La comète 67P/Tchourioumov-Guérassimenko passant au périhélie en août 2015, les conditions d'ensoleillement évoluent favorablement au cours des mois suivants.
Le 13 juin 2015, Philae est entré en communication avec Rosetta pendant environ deux minutes vers 22 heures et a transmis une quarantaine de secondes de données qui ont été captées par Rosetta qui survolait alors l'atterrisseur à vingt kilomètres d'altitude. Une manœuvre de la sonde a aussitôt été programmée pour lui permettre de survoler à nouveau l'atterrisseur. L’atterrisseur a réussi à communiquer quelques fois avec Rosetta jusqu'au 9 juillet 2015, date à partir de laquelle il est resté silencieux.
Le 27 juillet 2016 à 9 h 0 UTC, l'interface de Rosetta utilisée pour les communications entre elle et Philae, le Electrical Support System Processor Unit, a été éteinte par économie d'énergie, empêchant définitivement toute communication avec Philae. Le 5 septembre 2016, Philae a été retrouvé par Rosetta qui était à 2,7 km du noyau cométaire, à l'endroit prédit par le Centre national d'études spatiales (CNES).

## Caractéristiques techniques

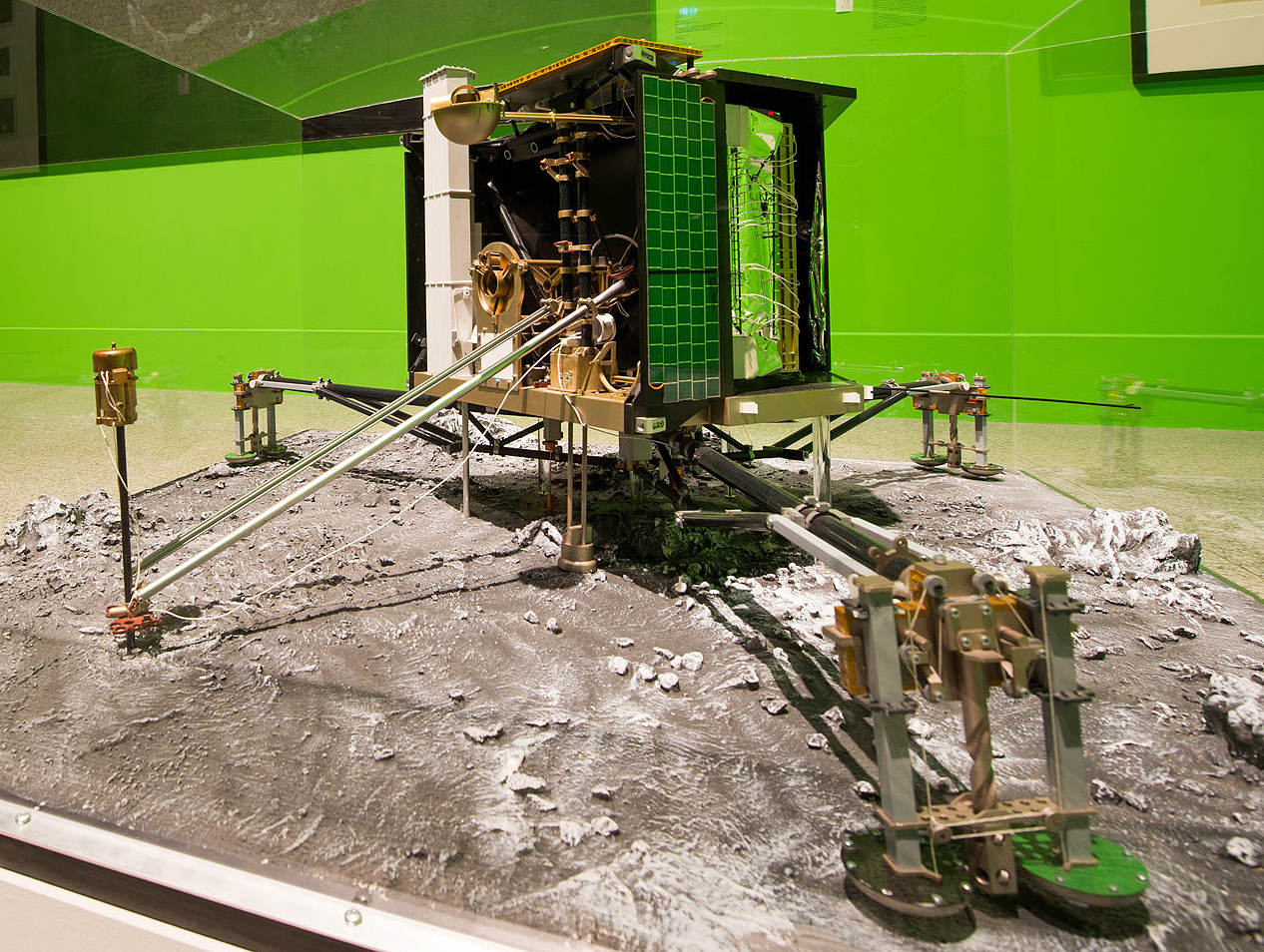
Maquette de l'atterrisseur Philae.

L'atterrisseur Philae s'est posé le 12 novembre 2014 sur le noyau de la comète pour étudier in situ les caractéristiques de celui-ci à l'aide des dix instruments scientifiques dont il dispose. Il se présente sous la forme d'un cylindre polygonal d'un mètre de diamètre pour 80 cm de haut et d'une masse totale de 97,9 kg dont 26,7 kg d'instrumentation scientifique. La structure est réalisée en fibre de carbone avec des panneaux d'aluminium en nid d'abeilles. Il comprend une partie chaude isolée de l'extérieur et une partie froide située à l'arrière dans laquelle se trouvent le système de fixation à l'orbiteur et les instruments déployés une fois Philae au sol : SD2, ROMAP, APXS et MUPUS. L'atterrisseur est fixé à l'orbiteur par un mécanisme qui permet une séparation à une vitesse pré-ajustable entre 0,05 et 0,52 m/s. Philae dispose d'un train d'atterrissage tripode conçu pour amortir sa vitesse d'arrivée. Le corps de Philae peut pivoter et s'incliner (via une suspension à cardan) sur son train d'atterrissage. Ce mécanisme permet de compenser l'inclinaison du terrain, optimiser l'incidence des rayons lumineux sur les panneaux solaires et effectuer des prélèvements d'échantillons du sol à différents emplacements. L'atterrisseur dispose d'une roue de réaction qui est mise en rotation à 9 600 tr/s, fournissant un moment cinétique de 6,2 N m s. Celle-ci est utilisée pour stabiliser l'orientation de Philae durant sa descente vers le sol. L'atterrisseur ne dispose d'aucun système de propulsion pour corriger sa trajectoire ou son orientation. Son trajet jusqu'au sol de la comète dépend uniquement du point où se produit la séparation avec l'orbiteur ainsi que de la vitesse et de l'orientation acquises à ce moment-là.
En raison du manque d'informations sur la consistance de la surface au lancement de la sonde, trois dispositifs d'atterrissage complémentaires sont prévus. Les pieds du train d'atterrissage sont munis de surfaces de contact suffisamment larges pour éviter à la sonde de s'enfoncer dans un sol mou. Pour éviter un rebond Philae est muni d'un système propulsif à gaz froid (de l'azote) qui plaque au sol l'engin immédiatement après le contact avec la surface de la comète. Enfin deux harpons tirés depuis la partie inférieure de l'atterrisseur et des vis situées au niveau des pieds doivent lui permettre de se fixer solidement au sol. Pour éviter que l'atterrisseur ne rebondisse, les trois pieds du train d'atterrissage sont équipés d'absorbeurs de chocs.
Le contrôle thermique constitue un des aspects les plus complexes de l'atterrisseur : celui-ci doit pouvoir fonctionner lorsque la comète se situe entre deux et trois unités astronomiques (UA) du soleil. Par ailleurs, à la conception, il y a de nombreuses incertitudes sur l'ensoleillement de la zone d'atterrissage (lié à la rotation). Philae ne dispose pas de suffisamment d'énergie pour utiliser des résistances chauffantes. Les couches d'isolant sont donc conçues de manière que l'atterrisseur survive à la période la plus froide (à 3 UA du soleil), avec un système de stockage et de récupération de chaleur durant les moments d'ensoleillement. Lorsque le soleil se rapproche à moins de deux UA, la température, devenue trop importante pour l'électronique, entraîne la fin des opérations.
L'énergie électrique est fournie par des batteries (une primaire et une secondaire) ainsi que des panneaux solaires. La batterie primaire non rechargeable, d'une masse de 3 kg, a pour rôle de fournir de l'énergie durant les 5 premiers jours d'opération, de manière à garantir que les principales mesures scientifiques soient réalisées quel que soit l'ensoleillement du site d'atterrissage. Cet accumulateur au lithium comprend 32 cellules LSH20 (8S4P = 4 groupes en parallèle de 8 cellules en série) utilisant le couple lithium-chlorure de thionyle (Li-SOCl2) qui ont fourni, au moment du déploiement de Philae, 835 watts.heures (environ 1 500 Wh au lancement). La batterie secondaire rechargeable, de type lithium-ion et d'une capacité de 130 Wh (150 Wh au lancement), permet de poursuivre la mission une fois la batterie primaire épuisée. Elle est alimentée par des panneaux solaires qui recouvrent une grande partie de l'atterrisseur et qui fournissent 10 W de puissance (à 3 UA).
Les données acquises sont stockées dans une mémoire de masse d'une capacité de deux fois douze méga-octets et transmises à l'orbiteur lorsque celui-ci est visible à l'aide d'un émetteur radio bande S d'une puissance d'un watt permettant un débit d'environ 16 kilobits par seconde. L'orbiteur transmet à son tour les données vers la Terre lorsque celle-ci est située dans l'axe de son antenne orientable et que les antennes de réception sont disponibles.

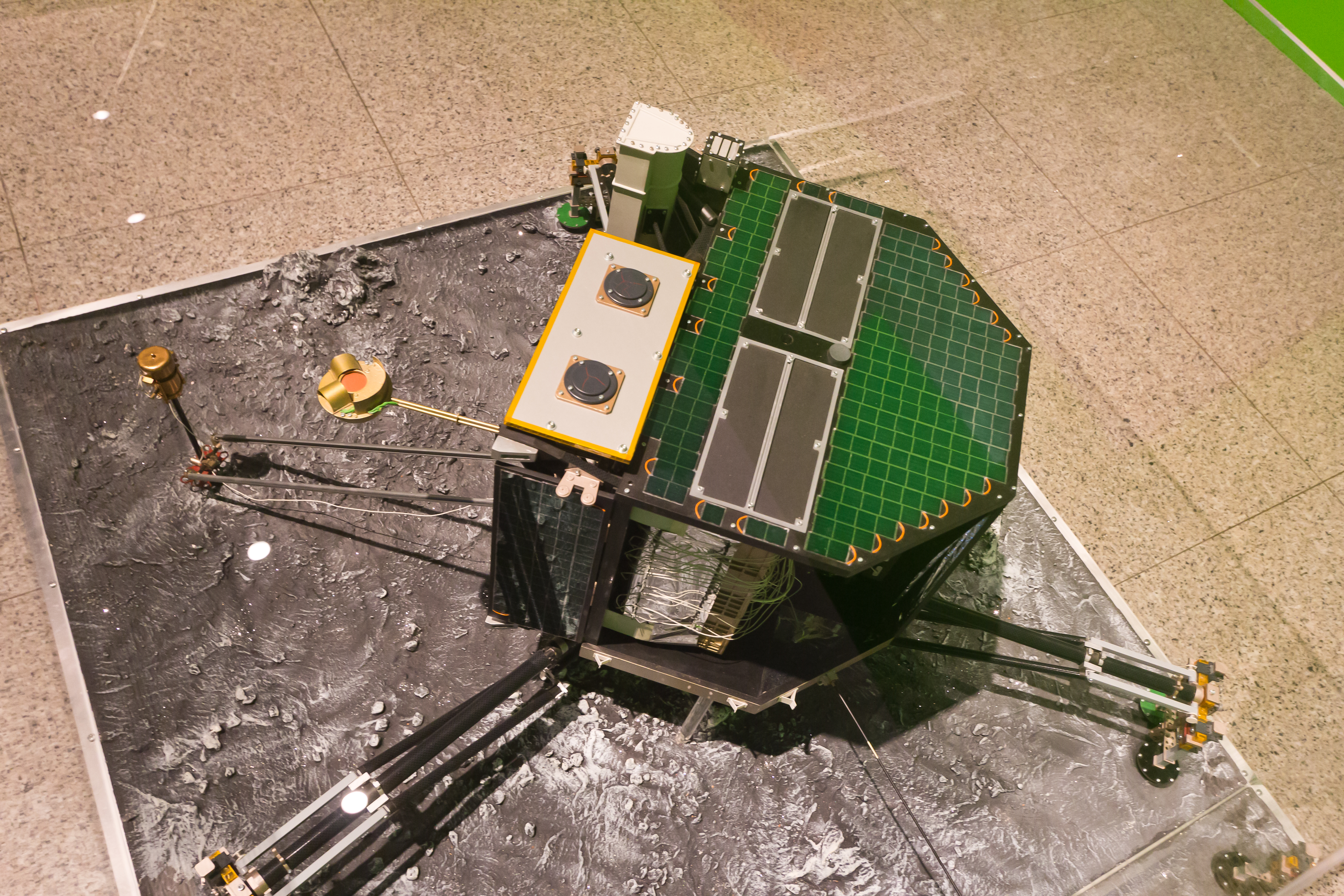
Vue du dessus de l'atterrisseur.
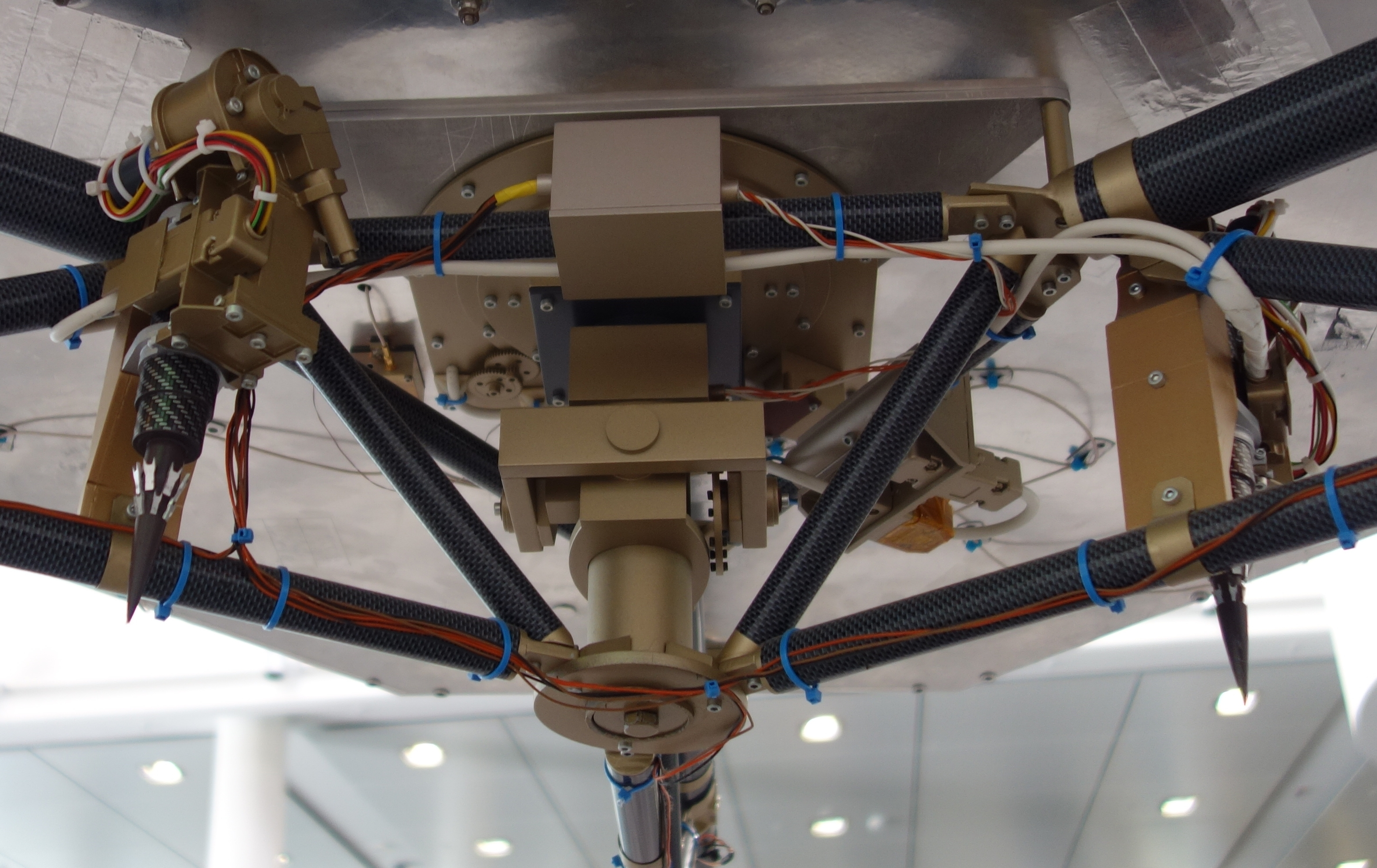
Deux harpons destinés à ancrer l'appareil au sol sont installés sous l'atterrisseur.
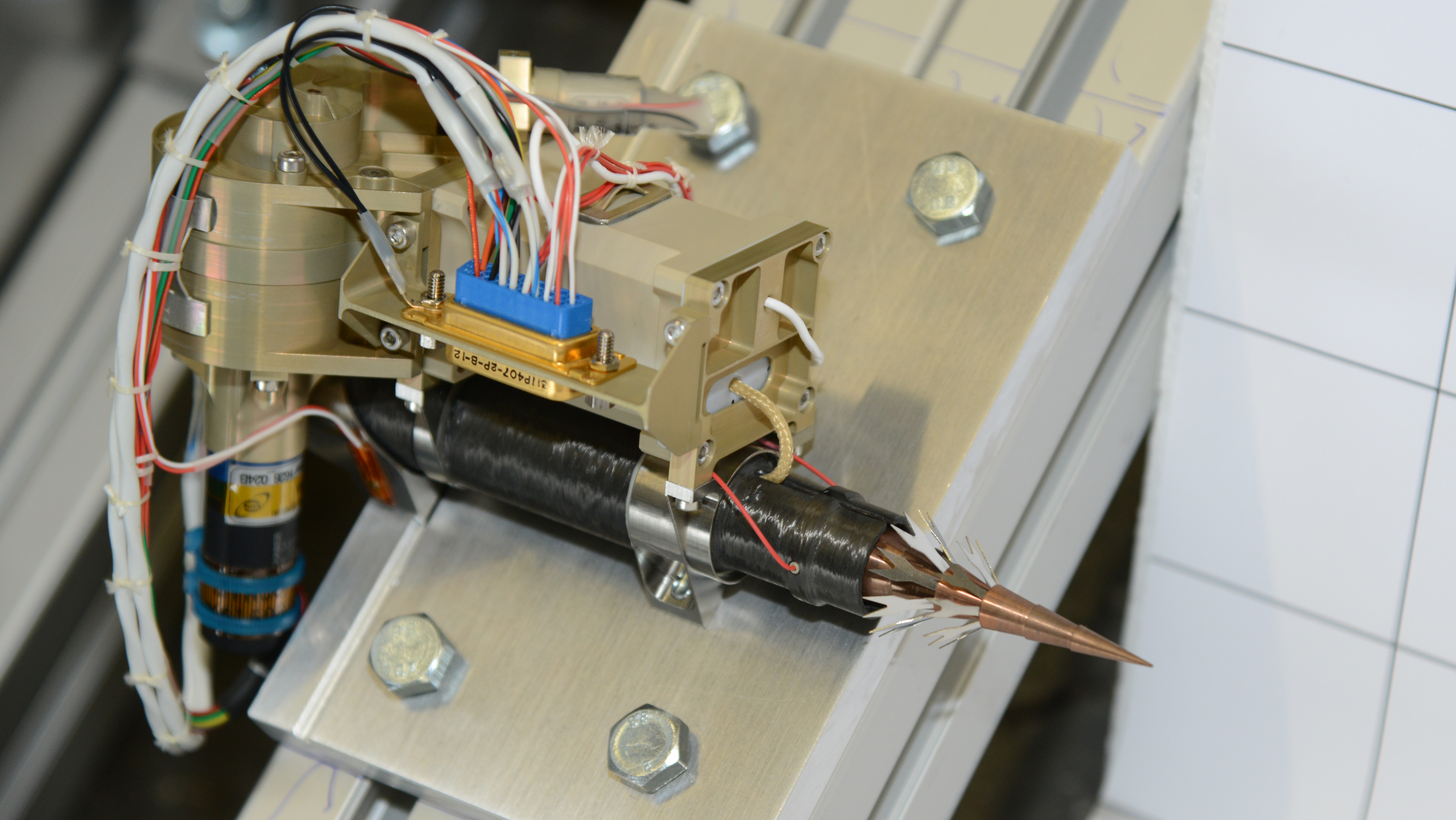
Détail du harpon.

## Instruments scientifiques

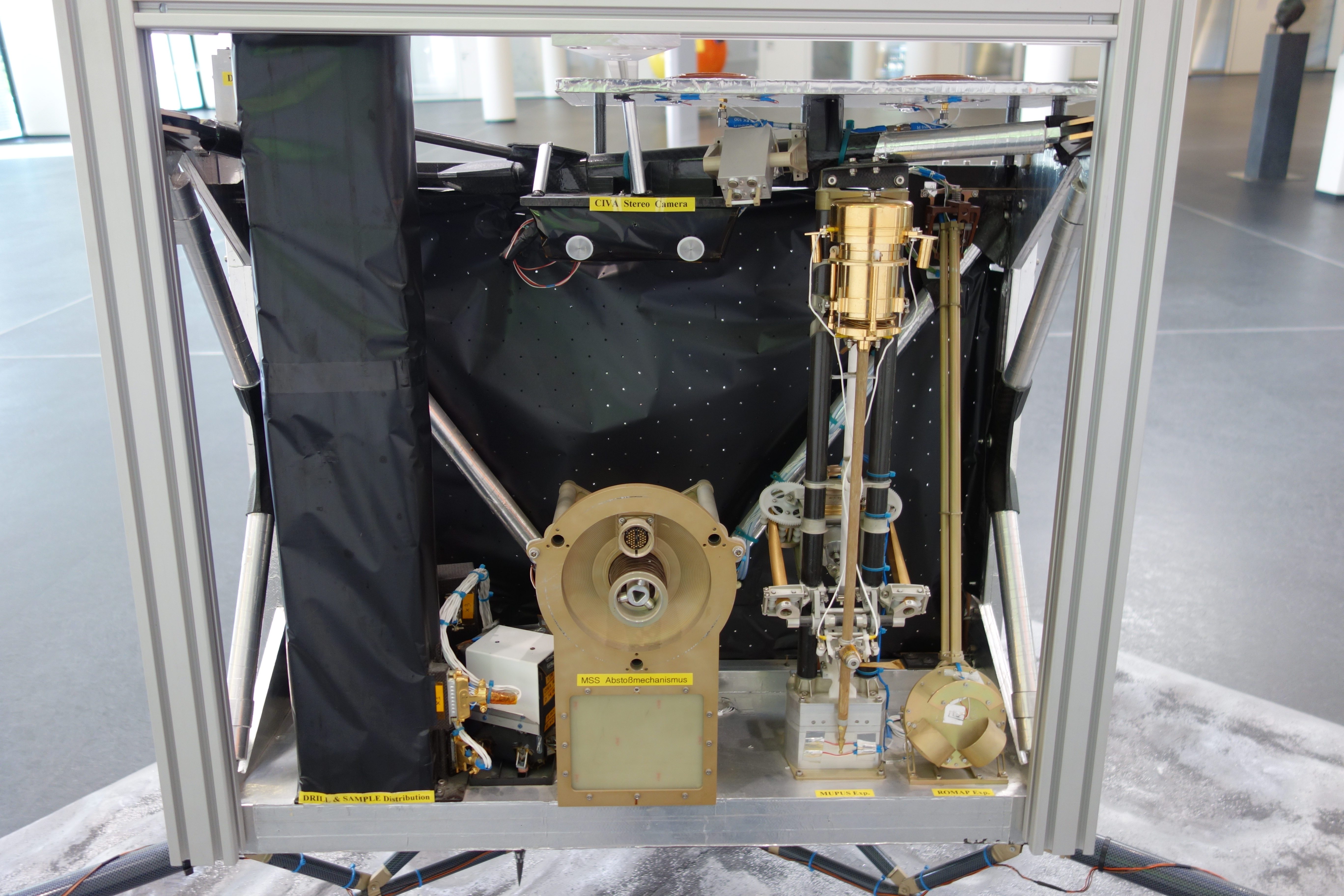
Les instruments CIVA, SD2, ROMAP, MUPUS ainsi que le système de largage sont visibles sur cette maquette de Philae.

La charge utile de l'atterrisseur Philae est composée de dix instruments scientifiques qui représentent une masse de 26,7 kg :
1. APXS (Alpha particle X-ray spectrometer) est un spectromètre à rayons X, alpha et protons chargé de déterminer la composition chimique du site d’atterrissage et ses variations potentielles lors de l'approche du soleil[15] ;
2. CIVA (Comet Infrared & Visible Analyser), d'origine franco-suisse, comprend cinq caméras panoramiques, un couple de caméras stéréoscopiques fournissant des images en relief, un spectromètre infrarouge ainsi qu'un microscope optique analysant des échantillons avec une résolution de 7 μm. Chaque caméra pèse 100 g et a une résolution d'un mégapixel. Les composants peuvent résister à des températures comprises entre −100 °C et 50 °C[16],[17] ;
3. CONSERT (Comet Nucleus Sounding Experiment by Radiowave Transmission) est un sondeur radar qui sera utilisé en parallèle avec le même équipement embarqué sur l'orbiteur[18] ;
4. COSAC (Cometary Sampling and Composition experiment) est un pyrolyseur et analyseur (spectromètre de masse et chromatographe) qui doit analyser les gaz et les molécules organiques complexes prélevés dans le sol par SD2. Des échantillons prélevés sur le sol et dans le sous-sol seront portés à 800 °C dans le pyrolyseur puis analysés[19] ;
5. PTOLEMY mesure la composition isotopique des éléments légers (hydrogène, carbone, azote et oxygène) dans les échantillons de sol prélevés par SD2[20] ;
6. MUPUS (Multi-Purpose Sensors for Surface and Subsurface Science) est un ensemble de détecteurs mesurant la densité, les propriétés thermiques et mécaniques de la surface[21] ;
7. ROLIS (Rosetta Lander Imaging System) est une caméra CCD à haute définition située sous l'atterrisseur qui enregistrera des images de la zone d'atterrissage avant que Philae se pose puis des images de la structure du sol après cet événement[22] ;
8. ROMAP (Rosetta Lander Magnetometer and Plasma Monitor) est un magnétomètre qui doit mesurer l'intensité du champ magnétique de la comète et les interactions avec le vent solaire[23] ;
9. SD2 (Sample and Distribution Device) comprend un instrument de forage capable d'atteindre une profondeur de 25 cm et de préparer un échantillon qui est ensuite transmis aux mini-laboratoires PTOLEMY et COSAC[24] ;
10. SESAME (Surface Electrical, Seismic and Acoustic Monitoring Experiments) est composé de trois instruments qui étudient la propagation des ondes sonores à travers la surface, les propriétés électriques et les poussières retombant à la surface[25].

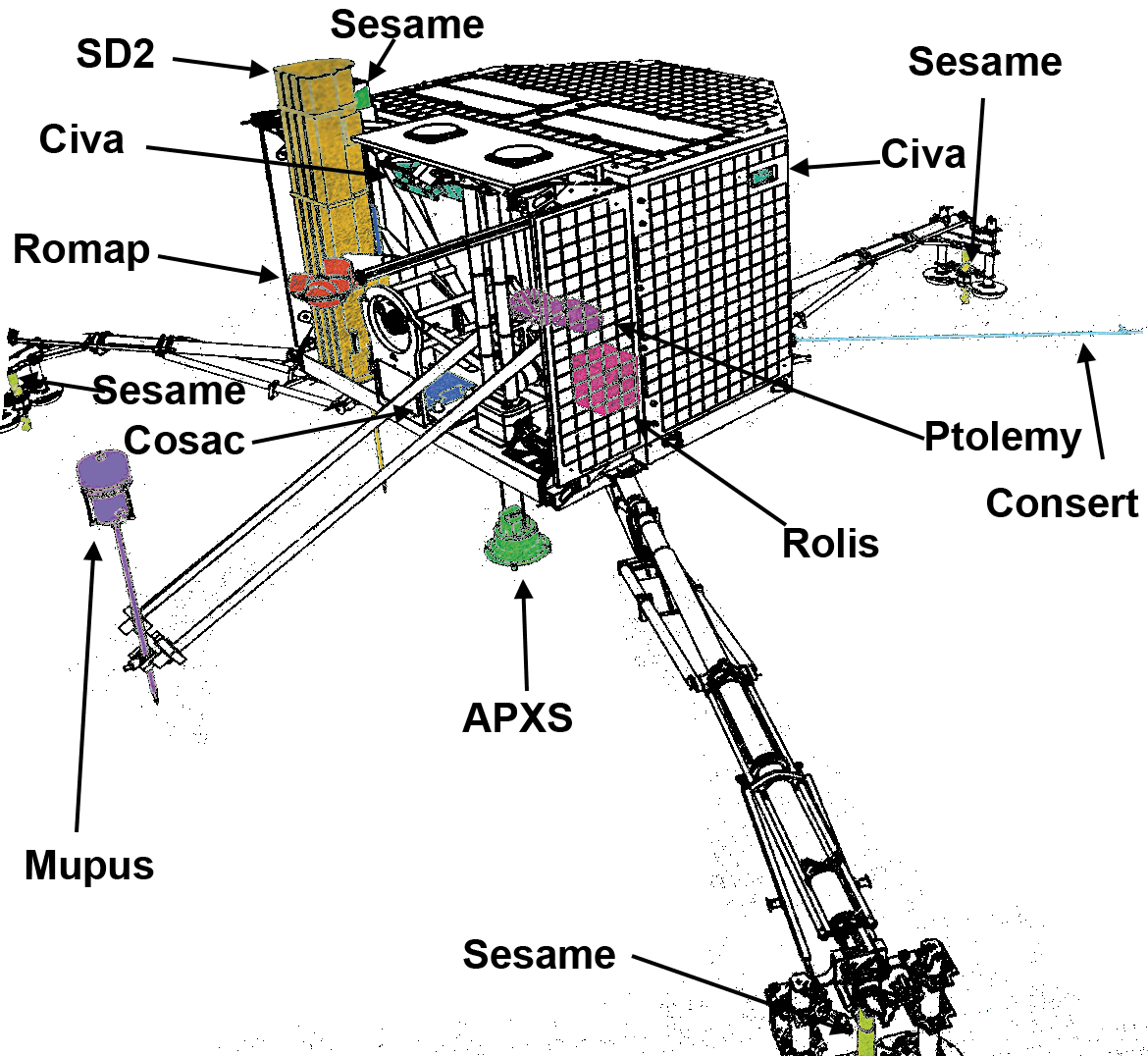
Structure de Philae et implantation des instruments scientifiques ou de leurs capteurs.

| Composants de l'atterrisseur                               | Masse (kg) |
| ---------------------------------------------------------- | ---------- |
| Structure                                                  | 18,0       |
| Système de contrôle des températures                       | 3,9        |
| Système d'alimentation                                     | 12,2       |
| Système de descente active                                 | 4,1        |
| Roue de réaction                                           | 2,9        |
| Train d'atterrissage                                       | 10,0       |
| Système d'ancrage                                          | 1,4        |
| Système de gestion central des données                     | 2,9        |
| Système de télécommunication                               | 2,4        |
| Boitier électronique commun                                | 9,8        |
| Système de support mécanique, harnais, masse d'équilibrage | 3,6        |
| Instruments scientifiques                                  | 26,7       |
| Total                                                      | 97,9       |

## Mission scientifique

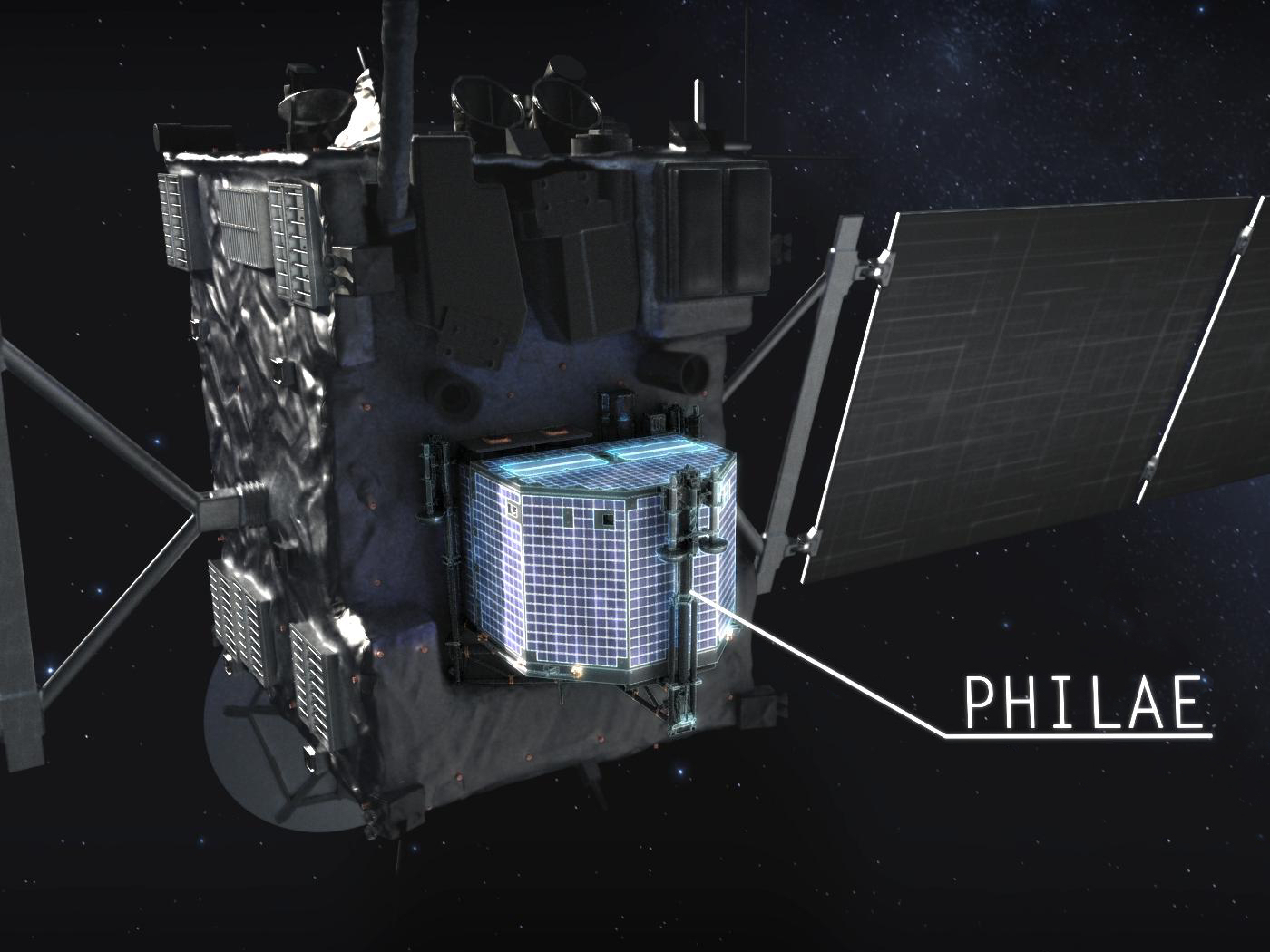
Rosetta et Philae.

La mission de Philae consiste à atterrir en douceur et sans dommage à la surface de la comète 67P/Tchourioumov-Guérassimenko, à s'y cramponner et à transmettre des données scientifiques concernant la composition de cet objet céleste. Un milliard de simulations ont été réalisées concernant l'atterrissage de Philae. Une fusée Ariane 5G+ portant la sonde Rosetta et l'atterrisseur Philae est partie de la Guyane la 2 mars 2004 à 7 h 17 UTC, et a voyagé pendant 3 907 jours (10,7 ans) jusqu'à la comète 67P/Churyumov-Gerasimenko. Contrairement à la sonde Deep Impact, créée pour frapper le noyau de la comète 9P/Tempel le 4 juillet 2005, Philae n'est pas un impacteur. Certains de ses instruments sont utilisés pour la première fois de manière autonome durant le survol de Mars le 25 février 2009. CIVA, le système de caméra, a renvoyé des images alors que les instruments de Rosetta étaient éteints ; ROMAP a pris des mesures de la magnétosphère martienne. La plupart des autres instruments ayant besoin d'un contact avec une surface pour procéder aux analyses sont donc restés éteints durant ce survol. Une estimation optimiste de la durée de la mission après le contact était de quatre à cinq mois.

### Chronologie des opérations
Une séquence d'observations préprogrammées devait être exécutée par les instruments scientifiques de Philae durant les 54 premières heures du séjour sur le sol. L'objectif de cette phase est de recueillir les données permettant de remplir les principaux objectifs assignés à la mission avant l'épuisement de la batterie primaire. Mais sa réalisation est en partie compromise par les circonstances de l'atterrissage. Les contrôleurs au sol décident après l'atterrissage de reporter dans l'immédiat les observations impliquant des déplacements mécaniques qui pourraient modifier la position peut-être précaire de Philae.
Les caméras miniatures CIVA réalisent un panoramique à 360° du site d'atterrissage qui révèle que l'atterrisseur se trouve sur une paroi qui masque la plupart du temps le Soleil. Les panneaux solaires de Philae ne disposent que de 1,5 heure à chaque rotation de la comète sur elle-même (durée 12.4 h). De plus, l'atterrisseur n'est pas à plat et ses panneaux solaires mal orientés fournissent peu d'énergie lorsqu'ils sont éclairés. Les photos montrent un sol qui semble dur et rocheux très différent de ce qui était attendu. Les différents instruments passifs recueillent dans les heures suivantes leurs données. SESAME réalise un sondage électrique et acoustique du sol et mesure l'impact des poussières générées par l'activité de la comète. ROMAP étudie l'environnement magnétique et le plasma local ainsi que l'influence du vent solaire. Enfin CONSERT émet et reçoit des ondes radio qui traversent le noyau avant d'être émises ou reçues par un instrument analogue à bord de l'orbiteur, permettant de déterminer la structure et la composition du cœur de la comète. La caméra ROLIS effectue une photo du sol sous l'atterrisseur, dans 4 bandes spectrales, pour permettre l'étude de sa structure. Les données recueillies sont transmises à l'orbiteur à l'aide du petit émetteur radio de l'atterrisseur (1 W) lorsque Philae est survolé par celui-ci, puis sont relayées jusqu'au centre de contrôle à Terre en assurant éventuellement un stockage provisoire pour attendre les moments favorables à une liaison radio,,,.
Dans la nuit du 13 au 14 novembre, les instruments MUPUS (mesure des propriétés thermiques et physiques de la couche superficielle du sol) et APXS (analyse des éléments présents en surface) qui comportent des parties mobiles sont activés. Le 14 novembre Philae ne dispose plus que d'une journée d'énergie mais a rempli, selon les scientifiques, environ 80 % de ses objectifs. L'instrument de forage SD2 est alors activé et prélève une carotte du sol de la comète (quelques mm3) analysée par le mini-laboratoire COSAC, qui détermine la composition isotopique et moléculaire ainsi que la chiralité des échantillons de sol. Les opérateurs décident de ne pas faire fonctionner PTOLEMY qui consomme trop d'énergie,.
Dans la nuit du 14 au 15 novembre, l'orbiteur Rosetta reprend contact avec Philae qu'il survole à nouveau. L'atterrisseur parvient à transmettre les données scientifiques recueillies par les instruments ROLIS, COSAC, PTOLEMY (qui a été activé dans un mode rapide) et CONSERT. Le corps de Philae est réorienté de 35° et relevé de 4 cm de manière à accroître la quantité d'énergie reçue. Après une heure de communications, la charge de la batterie primaire non rechargeable est épuisée et l'atterrisseur entre en hibernation le 15 novembre 2014 à 1 h 15 HNEC après environ 60 heures d'opérations. Sa localisation à la surface de la comète restait alors toujours inconnue et les recherches se poursuivaient en s'aidant des photos prises par la caméra Osiris embarquée à bord de l'orbiteur,.
Le 18 novembre, le Wall Street Journal annonce que l’atterrisseur a détecté des molécules organiques à la surface de la comète.
À partir du 12 mars 2015, l'unité de communication de l'orbiteur Rosetta est remis en marche afin de rentrer en contact avec l'atterrisseur.
Le 12 juin, il est annoncé que Philae aurait peut-être été retrouvé grâce à des images prises par la sonde Rosetta[source insuffisante].
Le lendemain, le 13 juin 2015, Philae est entré en communication avec Rosetta pendant 85 secondes et a transmis une quarantaine de secondes de données qui ont été captées par Rosetta qui survolait alors l'atterrisseur à 20 kilomètres d'altitude. Le Centre européen des opérations spatiales (ESOC), à Darmstadt, reçoit les informations (plus de 300 paquets de données) à 22 h 28 min 11 s HAEC, pendant 78 secondes. Selon Stephan Ulamec, chef du projet Philae au DLR, Philae a une température de fonctionnement de −35 °C et 24 watts de puissance disponible, et est prêt pour de nouvelles opérations. Selon les données recueillies, il semble que Philae était déjà réveillé avant, mais que le robot n'avait alors pas encore réussi à entrer en contact avec la sonde. Selon les scientifiques, il reste plus de 8 000 paquets de données dans la mémoire de masse de Philae, ce qui permettra à l'équipe du DLR de savoir ce qui est arrivé à l'atterrisseur les jours précédents sur la comète.
Une manœuvre de la sonde a aussitôt été programmée pour lui permettre de survoler à nouveau l'atterrisseur.
Le 6 juillet, le journal The Guardian relaie les propos de deux scientifiques faisant un lien entre une couche organique noire et la présence de micro-organismes, d'après une étude vieille de 30 ans. Cependant, si la présence de micro-organismes peut entraîner l'apparition d'une couche organique noire, celle-ci ne constitue pas une preuve certaine de vie.
Le 5 septembre 2016, l'ESA annonce que la caméra Osiris de la sonde Rosetta a photographié l'atterrisseur. Celui-ci se trouve dans une fissure obscure au pied d'une falaise, dans une zone rocheuse. Il est couché sur le côté et deux de ses trois pieds sont visibles,.

## Notoriété
Le 12 novembre 2014, la page d'accueil du moteur de recherche Google Search a arboré un Google Doodle évoquant Philae,
Vangelis a composé la musique de trois vidéos produites par l'Agence spatiale européenne pour célébrer le premier essai fructueux d'atterrissage sur une comète,,.

## Galerie

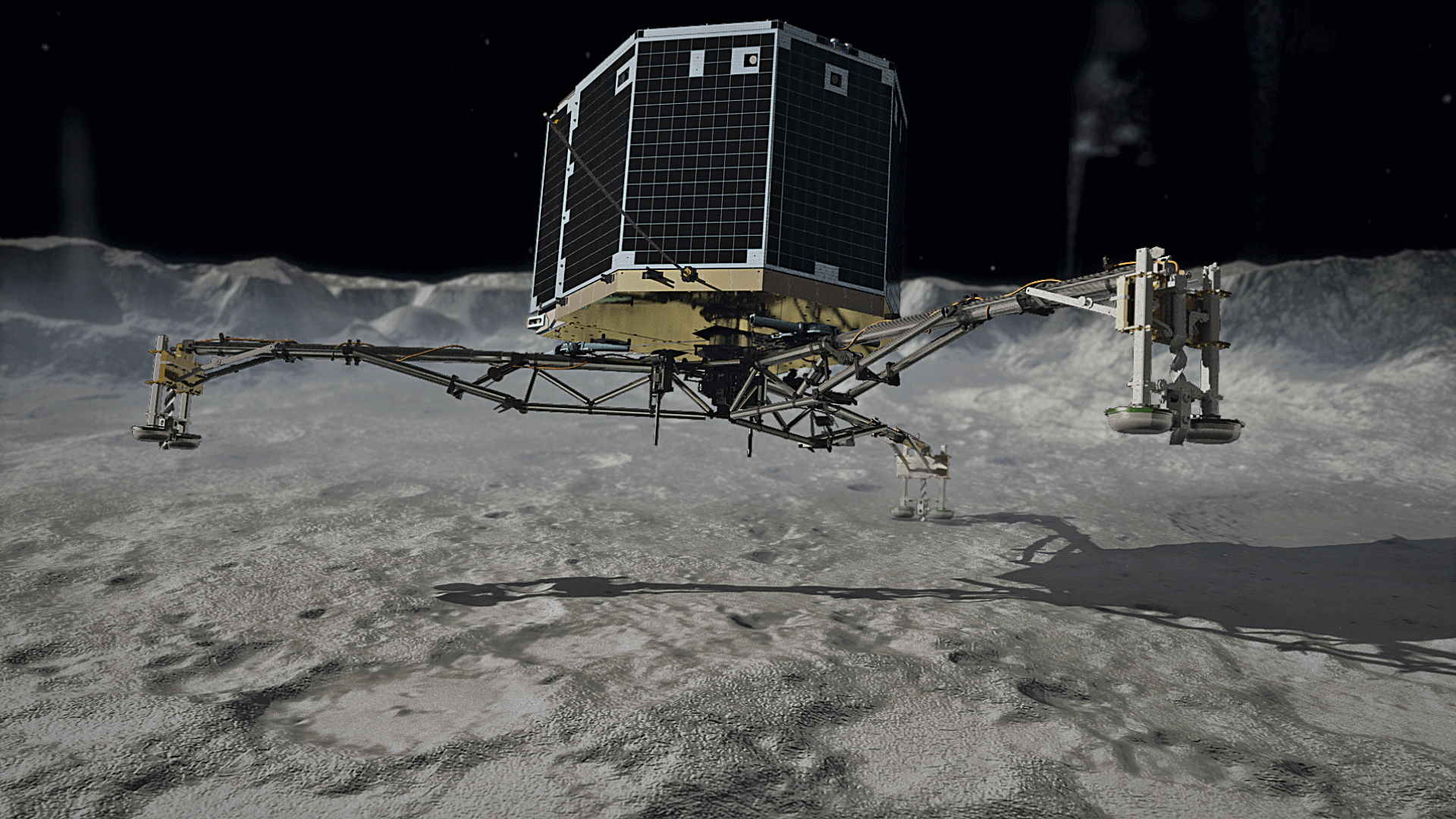
Atterrissage de Philae (vue d'artiste).
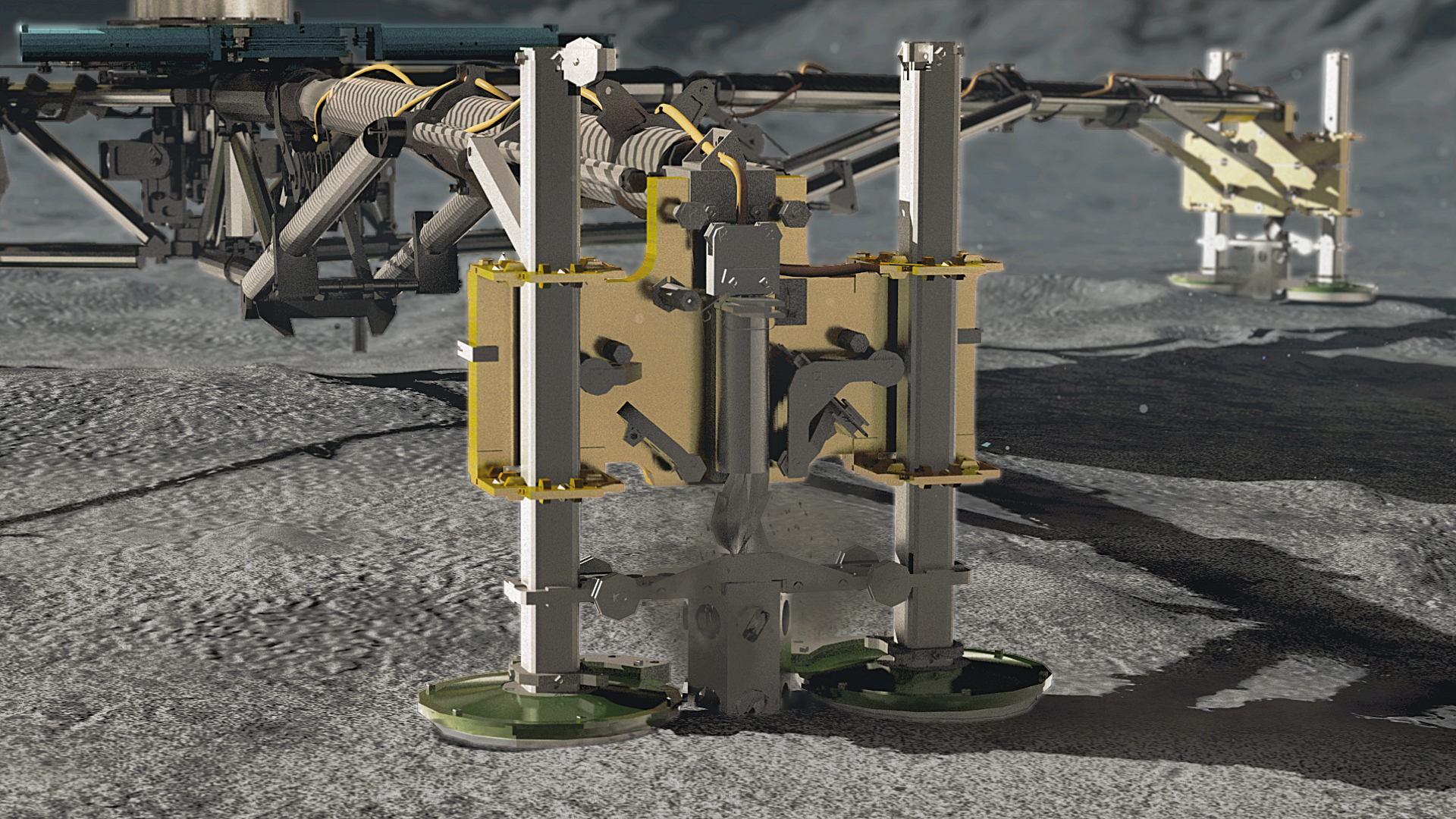
Les pieds réglables de Philae (vue d'artiste).
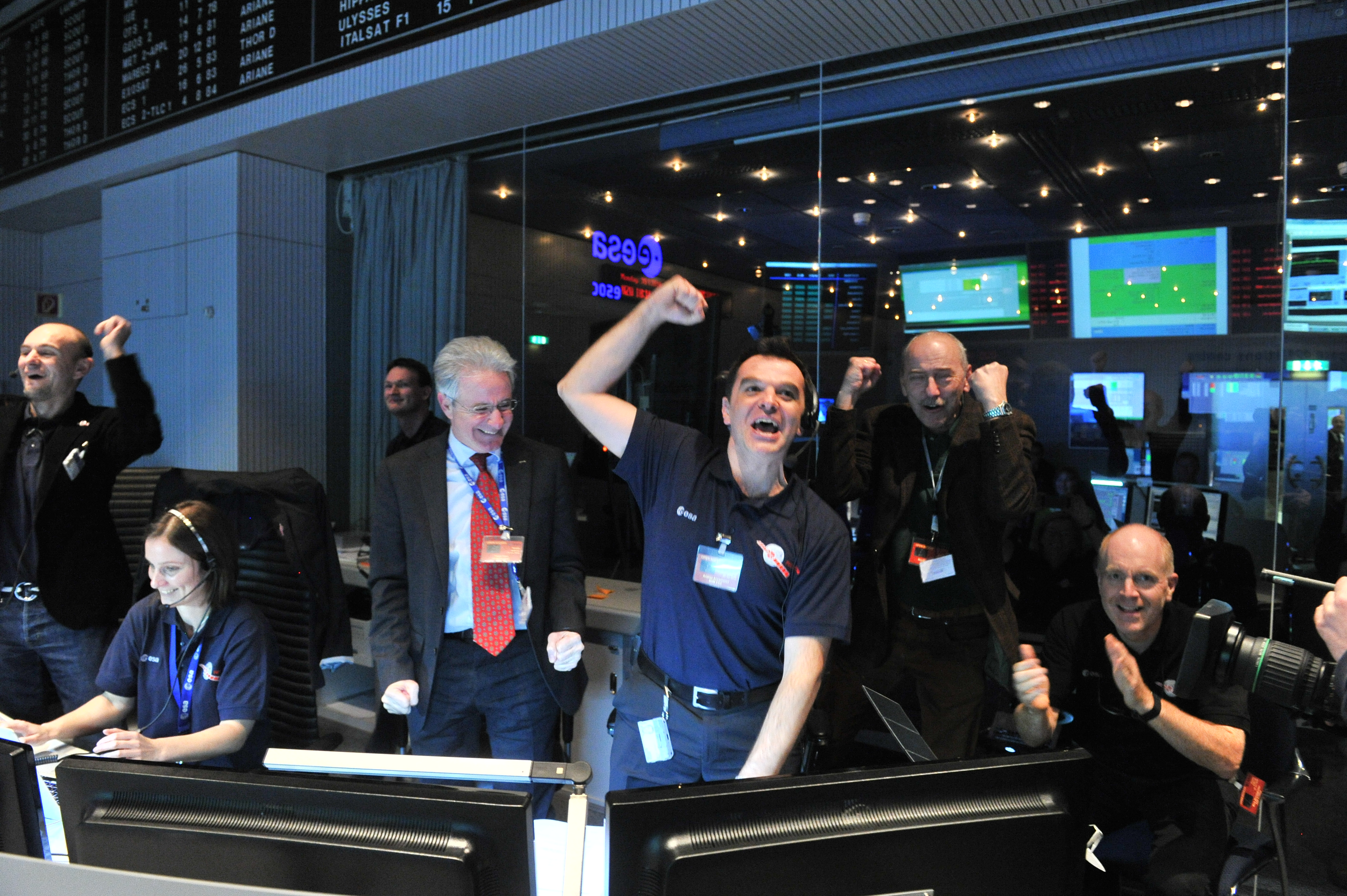
Signal de Rosetta reçu à l'ESOC (Darmstadt, Allemagne, 20 janvier 2014).

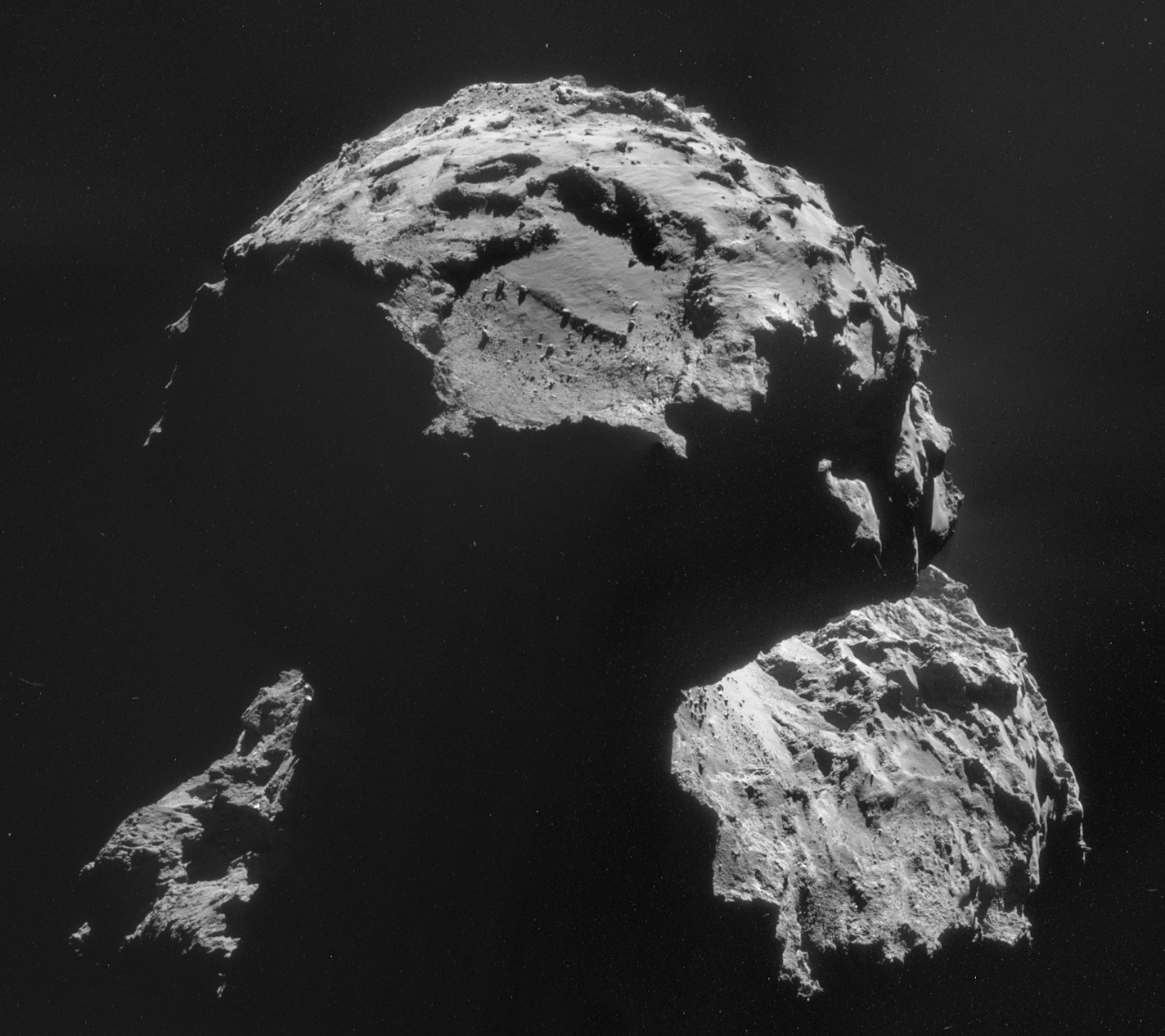
Agilkia : site prévu pour l'atterrissage de Philae

### Vidéos
- (en) Historique de la mission (ESA).
- (en) Atterrissage de Philae et opérations au sol (ESA).
- (en) Ambition, fiction sur les enjeux scientifiques de la mission (ESA).
- (en) Caractéristiques de Philae (DLR).
- (fr, de) L'odyssée Rosetta | 900 jours sur une comète | ARTE